# Diestrammena caverna
Diestrammena caverna is een rechtvleugelig insect uit de familie grottensprinkhanen (Rhaphidophoridae). De wetenschappelijke naam van deze soort is voor het eerst geldig gepubliceerd in 2008 door Jaio, Niu, Liu, Lei & Bi.